# Liste von Sakralbauten in Kaiserslautern
Die Liste der Sakralbauten in Kaiserslautern listet nach Konfessionen unterteilt die Kirchengebäude und sonstigen Sakralbauten in der rheinland-pfälzischen Stadt Kaiserslautern auf.

## Christentum

### Evangelisch-landeskirchliche Kirchengebäude
| Bild | Inneres | Name                       | Stadtteil / Lage                                                        | Bauzeit     | Anmerkungen / Baustil |
| ---- | ------- | -------------------------- | ----------------------------------------------------------------------- | ----------- | --- |
|      |         | Stiftskirche               | Kaiserslautern Marktstraße 13 (Standort)                                | 1250–1350   | Die Stiftskirche St. Martin und St. Maria ist eine gotische Hallenkirche aus Sandsteinquadern, welche ursprünglich als Klosterkirche der Prämonstratenser genutzt wurde. Sie ist die älteste Hallenkirche zwischen Rhein und Saar und zählt zu den bedeutendsten gotischen Kirchenbauten in der Pfalz. Seit 1565 ist die Kirche protestantisch. |
|      |         | Apostelkirche              | Kaiserslautern Pariser Straße 22 (Standort)                             | 1901        | Die protestantische Apostelkirche in Kaiserslautern ist ein neoromanischer Sandsteinquaderbau aus dem Jahr 1901. Das Gebäude wurde im Zweiten Weltkrieg stark beschädigt und wurde in den 1950er Jahren wieder aufgebaut. Architekt des Sakralbaus war der bekannte Kaiserslauterer Baubeamte Ludwig Ritter von Stempel (1850–1917). |
|      |         | Unionskirche               | Kaiserslautern Unionsplatz (Standort)                                   | 1711–1717   | Die Unionskirche in Kaiserslautern hieß ursprünglich Lutherkirche, zwischenzeitig Kleine Kirche und seit 2028 Unionskirche. Die Kirche wurde zwischen 1711 und 1717 von der lutherischen Gemeinde errichtet. Als eine von wenigen Kirchen in Kaiserslautern überstand sie den Zweiten Weltkrieg und war bis 1950 das einzig nutzbare evangelische Gotteshaus in der Stadt. |
|      |         | Lutherkirche               | Kaiserslautern Barbarossaring 26 (Standort)                             | 1966        | Da die Kirche auf sumpfigen Boden gebaut wurde setzte sich der Boden stetig und Tische und Stühle gerieten allmählich in Schieflage. Die Kirche wurde umfänglich überholt und ist im Innenraum nun in den Farben rosa, weiß und blau gestaltet. |
|      |         | Versöhnungskirche          | Kaiserslautern/Bännjerrück Leipziger Straße 5 (Standort)                | 1968–1974   | Kirchengebäude im Stil des Brutalismus auf dem Bännjerrück. Die Grundsteinlegung der Kirche und des Gemeindehauses war im Jahr 1968. Zu der Kirche gehören noch ein Pfarrhaus und ein Kindergarten. Die Pläne für die Kirche lieferte der Ludwigshafener Architekt Dipl. Ing. Ernst Kummer. Die Orgel stammt aus dem Jahr 1993 und wurde von der Firma Oberlinger aus Windesheim gefertigt.                                                                                               |
|      |         | Lukaskirche                | Kaiserslautern/Belzappel Spicherer Straße 63A (Standort)                | ~ 1950/1960 | |
|      |         | Stephanuskirche            | Kaiserslautern/Betzenberg Kantstraße 93 (Standort)                      | 1999–2000   | Modernes Kirchengebäude aus dem Jahr 2000. Seit 2018 ist die Kirche Fan-Kirche des FCKs, da sie sich in der Nähe des Fußballstadions befindet. Im kleinen Kirchturm befindet sich ein kleines, vierstimmiges Glockenensemble, welches in einem hohen Westminster -Motiv erklingt. |
|      |         | Protestantische Kirche     | Kaiserslautern/Dansenberg Dansenberger Straße 63 (Standort)             | 1894        | Die Protestantische Kirche in Dansenberg ist bereits über 100 Jahre alt. Auf dem Dach befindet sich ein Zwiebelturm. Der Innenraum der Kirche ist mit Holz verkleidet. |
|      |         | Johanneskirche             | Kaiserslautern/Einsiedlerhof Königsau 7 (Standort)                      | ~ 1970      | |
|      |         | Protestantische Kirche     | Kaiserslautern/Erfenbach Brunnenring 45 (Standort)                      | 1737        | Wurde 1737 in Betrieb genommen und über die Jahre hinweg öfters erweitert und umgestaltet. Sie verfügt heute über rund 350 Sitzplätze, einen angebauten Glockenturm mit 4 Glocken und eine Orgel der Firma Gebr. Oberlinger aus dem Jahr 1968. Zudem gehören zu den Kirchengemeinde ein Pfarrhaus und ein Gemeindehaus mit integrierter Kindertagesstätte. |
|      |         | Protestantische Kirche     | Kaiserslautern/Erlenbach Im Nauwald 9 (Standort)                        | 1900        | |
|      |         | Gustav-Adolf-Kirche        | Kaiserslautern/Erzhütten-Wiesenthalerhof Erzhütter Straße 70 (Standort) | ~ 1950      | Aufgrund eines Hausbockbefalls im Dachstuhl war die Kirche zwischenzeitig für einige Jahre geschlossen. Das ach musste komplett abgetragen und neu hergerichtet werden. |
|      |         | Dietrich-Bonhoeffer-Kirche | Kaiserslautern/Fischerrück Höfflerstraße 18 (Standort)                  | ~ 1960      | |
|      |         | Christuskirche             | Kaiserslautern/Grubentälchen Am Heiligenhäuschen 9 (Standort)           | ~ 1960      | Die Kirche wurde nach Entwürfen von Hansgeorg Fiebiger im Wohngebiet Grübentälchen im Osten der Stadt Kaiserslautern errichtet. Die Danziger Glasscheiben wurden im Jahr 1982 durch eine Doppelverglasung ersetzt, ebenso wurde der Turm saniert. 1994 wurden die Fenster der Unterkirche vergrößert und der Eingang der Kirche behindertengerecht gestaltet. Von außen wurde die Kirche im Jahr 2011 renoviert, da aufgrund von Witterung der Beton in teilweise schlechtem Zustand war. |
|      |         | Protestantische Kirche     | Kaiserslautern/Hohenecken Kirchstraße 11 (Standort)                     |             | |
|      |         | Pauluskirche               | Kaiserslautern/Lämmchesberg Hahnenbalz 38 (Standort)                    | 1958–1960   | Kirchengebäude im Stil des Brutalismus nach den Plänen des Architekten Willibald Hemmer. Es handelt sich hierbei um einen asymmetrischen, dreiecksähnlichen Betonbau, welcher den Stadtteil optisch sehr prägt. Seit 2008 finden in der Pauluskirche sowohl evangelische als auch katholische Gottesdienste statt, da das katholische Gotteshaus der katholischen Christ-König-Gemeinde im Herbst 2007 profaniert wurde.                                                                  |
|      |         | Protestantische Kirche     | Kaiserslautern/Mölschbach (Standort)                                    |             | |
|      |         | Protestantische Kirche     | Kaiserslautern/Morlautern Turmstraße 4 (Standort)                       | 1929–1930   | Die Kirche wurde am 09.05.1929 eingeweiht. Während des Zweiten Weltkriegs wurden zwei von drei Glocken eingeschmolzen. Die Glocken wurden später(1954) durch neue Glocken von der Glockengießerei von Karl Czudnochowsky in Erding bei München ersetzt. |
|      |         | Protestantische Kirche     | Kaiserslautern/Siegelbach Talmorgen 7 (Standort)                        | 1905–1907   | Jugendstilkirche nach den Plänen des Architekten Ludwig Levy. Sie ist nach Osten ausgerichtet und aus rotem Sandstein erbaut. Die Skulpturen im Innenraum der Kirche wurden nach den Entwürfen von Heinrich Bauer und Jakob Jausel erschaffen, die Ausstattung im Innenraum ist allgemein recht schlicht. |
|      |         | Friedenskirche             | Kaiserslautern/Uni-Wohnstadt Kurt-Schumacher-Straße 56 (Standort)       | ~1970       | Modernes Gemeindezentrum mit zeltförmigem Kirchenraum. |

### Römisch-katholische Kirchengebäude
| Bild | Inneres | Name                           | Stadtteil / Lage                                                         | Bauzeit   | Anmerkungen / Baustil |
| ---- | ------- | ------------------------------ | ------------------------------------------------------------------------ | --------- | --- |
|      |         | St. Martin                     | Kaiserslautern Klosterstraße (Standort)                                  | ~ 1300    | ehemalige Franziskanerkirche |
|      |         | St. Marien                     | Kaiserslautern St.-Marien-Platz 1 (Standort)                             | 1887–1892 | St. Marien wurde zwischen 1887 und 1892 auf damals noch unbebautem Gelände im Westen der Stadt Kaiserslautern erbaut. Es handelt sich um eine dreischiffige neugotische Hallenkirche des Architekten Heinrich von Schmidt. Eine Besonderheit ist der 92 Meter hohe Kirchturm, welcher die Marienkirche zum höchsten Gebäude der Stadt Kaiserslauterns macht. Ebenso ist es der zweithöchste Kirchturm der Pfalz. Während des Ersten und Zweiten Weltkriegs wurden jeweils die Glocken der Kirche von der Wehrmacht beschlagnahmt; zerstört wurden während der beiden Kriege glücklicherweise nur Fensterscheiben. |
|      |         | Maria Schutz                   | Kaiserslautern Fischerstraße 73 (Standort)                               | 1928–1929 | Pfarr- und Wallfahrtskirche und als Kulturdenkmal eingetragen. Wurde während des Zweiten Weltkriegs schwer beschädigt aber bereits 1947/48 wiederhergestellt. Die Kirche ist aus Sandstein- und Backsteinen gebaut und besitzt drei Schiffe. Besonders markant ist der Westbau mit den beiden Türmen. |
|      |         | Heilig Kreuz                   | Kaiserslautern/Bännjerrück Leipziger Straße 6 (Standort)                 | 2007      | Nachfolgebau der alten Heilig-Kreuz-Kirche von 1966. Nun angegliedert an das Alten- und Pflegeheim St. Hedwig. Zur Pfarrei gehört neben der Kirche eine Kindertagesstätte. |
|      |         | St. Franziskus                 | Kaiserslautern/Betzenberg Kantstraße 85 (Standort)                       | 1984      | |
|      |         | St. Peter und Paul             | Kaiserslautern/Dansenberg Dansenberger Straße 57 (Standort)              | 1967      | Kirchengebäude im Stil des Brutalismus mit elliptischem Grundriss. Die Kirche ist aus Sichtbeton gebaut und wurde am 22.10.1967 eingeweiht. Im Innenraum der Kirche wurde viel Holz verbaut, was man bei dem Anblick der Kirchen von außen gar nicht erwarten mag. Die Kirche hat ihren Namen aufgrund der beiden barocken Statuen am Eingang der Kirche, nämlich die Apostel Petrus und Paulus; beide Statuen wurden vom verstorbenen Domkapitular Schwartz gestiftet. |
|      |         | St. Raphael                    | Kaiserslautern/Einsiedlerhof Kaiserstraße (Standort)                     | 1954      | Am 18.01.2020 aufgrund eines zu hohen Sanierungsbedarfs profaniert. In der Kirche befindet sich eine Statue des heiligen Raphael. |
|      |         | Unbefleckte Empfängnis Mariens | Kaiserslautern/Erfenbach Kapellenhof 17 (Standort)                       | 1927      | Die Kirche wurde 1927 im neubarocken Stil errichtet. Während des Zweiten Weltkriegs brannte die Kirche völlig aus, wurde aber in ähnlicher Weise an selber Stelle wieder aufgebaut. Im Rahmen des Wiederaufbaus wurde der bisherige Spitzhelm des Kirchturms durch eine Zwiebelhaube ersetzt. |
|      |         | St. Michael                    | Kaiserslautern/Erzhütten-Wiesenthalerhof Erzhütter Straße 105 (Standort) | 1937      | Bereits im Jahr 1927 wurde eine Kirchenbauverein zum Bau einer eigenen Pfarrkirche gegründet. Während des Zweiten Weltkriegs erlitt die Kirche glücklicherweise keine großen Schäden. Seit 1997 steht das Gebäude unter Denkmalschutz. Die Kirche ist aus bossierten Sandsteinquadern gebaut. Die vier Glocken wurden in Frankenthal von der Glockengießerei Hamm gefertigt, am 18.11.1956 wurden sie geweiht. |
|      |         | St. Konrad                     | Kaiserslautern/Fischerrück Reichswaldstraße 40 (Standort)                | 1957      | Zur Zeit ihrer Weihe im Jahr 1957 zählte die Kirche als modernster Sakralbau der Pfalz. |
|      |         | St. Norbert                    | Kaiserslautern/Grubentälchen Am Heiligenhäuschen 47 (Standort)           | 1955      | Der Kirchturm wurde wegen Baufälligkeit bereits 1969 abgetragen. Im Jahr 2021 wurde die Kirche profaniert und abgerissen. An selber Stelle wurde 2023 eine neue Kindertagesstätte fertiggestellt, in welcher die Gemeinde optional Messen im Gemeinderaum abhalten kann. |
|      |         | Alt St. Rochus                 | Kaiserslautern/Hohenecken Rochusweg (Standort)                           | 1748      | Barocke Saalkirche. Aufgrund der wachsenden Bevölkerung wurde in unmittelbarer Nachbarschaft 1897 die neugotische Pfarrkirche St. Rochus errichtet. |
|      |         | Neu St. Rochus                 | Kaiserslautern/Hohenecken Rochusweg (Standort)                           | 1897      | Neugotische Pfarrkirche |
|      |         | Christkönig                    | Kaiserslautern/Lämmchesberg Hahnenbalz 25 (Standort)                     | 1959      | 2007 profaniert und zu einem Wohngebäude umgebaut. Die Zimnol-Orgel befindet sich nach einem größeren Umbau durch die Orgelbaufirma Hugo Mayer seit 2010 in der Kirche St. Theresia im Universitätsviertel (siehe unten). |
|      |         | St. Blasius                    | Kaiserslautern/Mölschbach Stüterhofstraße 8 (Standort)                   | 1930–1931 | Die Kirche wurde 1930–1931 von den Gebrüdern Leidner aus Kaiserslautern errichtet. 1983 wurde die Kirche um ein Gemeindezentrum im Südosten ergänzt. Die neubarocke Saalkirche ist nach Süden ausgerichtet und besitzt an jeder Längsseite vier Fensterachsen mit Rundbögen. Auf dem Satteldach sitzt nahe der nördlichen Giebelseite ein quadratischer Dachreiter mit eingezogenem Spitzhelm. |
|      |         | St. Bartholomäus               | Kaiserslautern/Morlautern Am Höfchen 4 (Standort)                        | 1929      | Der Kirchenbau ist ein Entwurf des Architekten Rudolf von Pérignon aus München, welcher aus Landstuhl stammte und bereits andere Gebäude in der Region entworfen hatte. Die Kirche wurde am 09.05.1929 durch Bischof Dr. Ludwig Sebastian geweiht. In der Nacht vom 28.09.1944 brannte die Kirche aufgrund eines Bombenangriffs bis auf die Grundmauern nieder. Die Kirche wurde 1949 wieder hergerichtet. |
|      |         | St. Stephan                    | Kaiserslautern/Siegelbach Am Wäldchen 12 (Standort)                      | 1965–1967 | Kirchengebäude im Stil des Brutalismus. Die Kirche wurde durch Bischof Isidor Markus Emanuel eingeweiht. Im offenen Betonturm, der durch einen Gang mit der Kirche verbunden ist, hängt eine Eisenhartgussglocke in einem Stahlglockenstuhl. |
|      |         | St. Theresia                   | Kaiserslautern/Uni-Wohnstadt Konrad-Adenauer-Straße 31 (Standort)        | 1992–1994 | St. Theresia im Uniwohngebiet von Kaiserslautern wurde 1994 nach zweijähriger Bauzeit von Bischof Dr. Anton Schlembach eingeweiht. Im Außenbereich angegliedert sind ein Pfarrhaus mit Pfarrbüro sowie eine Kindertagesstätte mit Hort. Die Kirche gehört wohl zu den farbigsten Gotteshäusern in Deutschland; im Innenraum dominiert die Farbe Blau. |

### Weitere Kirchengebäude
| Bild | Inneres | Name                                              | Konfession                            | Stadtteil / Lage                                | Bauzeit | Anmerkungen |
| ---- | ------- | ------------------------------------------------- | ------------------------------------- | ----------------------------------------------- | ------- | ----------- |
|      |         | St. Michaelis                                     | Alt-Lutherisch (SELK)                 | Kaiserslautern Karpfenstraße 7 (Standort)       | 1956    |             |
|      |         | Neuapostolische Kirche                            | neuap.                                | Kaiserslautern Pirmasenser Straße 75 (Standort) | 1997    |             |
|      |         | Kirche Jesu Christi der Heiligen der letzten Tage | Mormonen                              | Kaiserslautern Lauterstraße 1 (Standort)        |         |             |
|      |         | Hoffnungskirche Kaiserslautern                    | evangelisch-freikirchlich             | Hohenecken Landolfstraße 1 (Standort)           |         |             |
|      |         | Lagerhauskirche                                   | Bund Freikirchlicher Pfingstgemeinden | Kaiserslautern Kolpingplatz (Standort)          |         |             |

## Judentum
- Synagoge (Kaiserslautern)